# Château de Bazoches-sur-Vesles
Le château de Bazoches-sur-Vesles est un ancien château fort, du XIIIe siècle, dont les ruines se dressent sur l'ancienne commune de Bazoches-sur-Vesles dans le département de l'Aisne en région Hauts-de-France.
Le château est partiellement inscrit au titre des monuments historiques par arrêté du 28 juin 1927. Seuls les restes de l'enceinte sont inscrits.

## Localisation
Les vestiges du château de Bazoches-sur-Vesles sont situés dans le département français de l'Aisne sur la commune de Bazoches-et-Saint-Thibaut, dans la commune déléguée de Bazoches-sur-Vesles, dans le bourg, au sud, près de la voie ferrée.

## Historique
La seigneurie de Bazoches appartenait à l'origine aux archevêques de Reims qui en ont fait don aux évêques de Soissons. Ils possédaient un château près de la collégiale dédiée aux saints Valère et Rufin avant le IXe siècle d'après le témoignage de Flodoard. Les premiers seigneurs appartiennent à la maison de Châtillon au commencement du Xe siècle quand  Hervé ou Hérivé de Reims a inféodé Bazoches à son frère Eudes, vers 920. La maison de Bazoches est issue de la maison de Châtillon avec Miles ou Milon de Bazoches († av. 1087), fils cadet de Milon de Châtillon. Elle a donné trois évêques au diocèse de Soissons au XIIIe siècle. Elle a d'abord été vassale des archevêques de Reims.
En 1232, l'évêque de Soissons, Jacques de Bazoches, en reçoit hommage de Nicolas de Bazoches.
Des textes datant de 1373, 1388 et 1406 établissent que le château est alors occupé par ses seigneurs. Après la mort du Dauphin Jean de France, le duc de Bourgogne Jean Ier a fait publier un manifeste accusant le comte d'Armagnac d'être l'auteur de cette mort. Enguerrand de Monstrelet écrit : « Ce manifeste, en effet, détermina l'insurrection de la plupart des villes et villages de Picardie et de Champagne, qui se tournèrent du parti bourguignon dans l'espoir de n'avoir plus nuls subsides à payer ». C'est probablement à la suite d'un des soulèvements populaires qu'il faut rattacher une expédition dirigée contre les châteaux de Bazoches et de Roucy. Des lettres données par Isabeau de Bavière et le duc de Bourgogne Jean Ier, en 1417, assurent la sauvegarde aux compagnons qui reprennent le château de Bazoches occupé par les Armagnacs qui ont « mis à destruction et ont abattu, ars et démoli » divers forts, dont le nôtre. En 1428, devant le Parlement de Paris, Isabelle de Châlons, dernière descendante directe de la lignée de Bazoches, et le chapitre de la cathédrale de Soissons signent un accord après qu'elle est déclarée que « ladicte terre, ville et seigneurie de Bazoches estre arse et brulée et toutes les maisons et habitations dicelle et ses hommes  et hostes absens et hors du pays, et ladite terre de nulle valeur par le fait des guerres et divisions qui sont en ce royaume ».
Le château est endommagé en 1858 par un fermier, avant d'être détruit en 1918 pendant la Première Guerre mondiale.

## Description
Le château de Bazoches se présente, au XXIe siècle, sous la forme d'une enceinte trapézoïdale, construite en calcaire soigneusement appareillée, que flanquent des tours rondes. Il en subsiste trois sur le front ouest ; ayant 6 mètres de diamètre que percent de hautes archères.
Il ne reste des anciens logis qu'une fenêtre géminée du XIIIe siècle, près de la tour d'angle nord, et des caves voûtées.

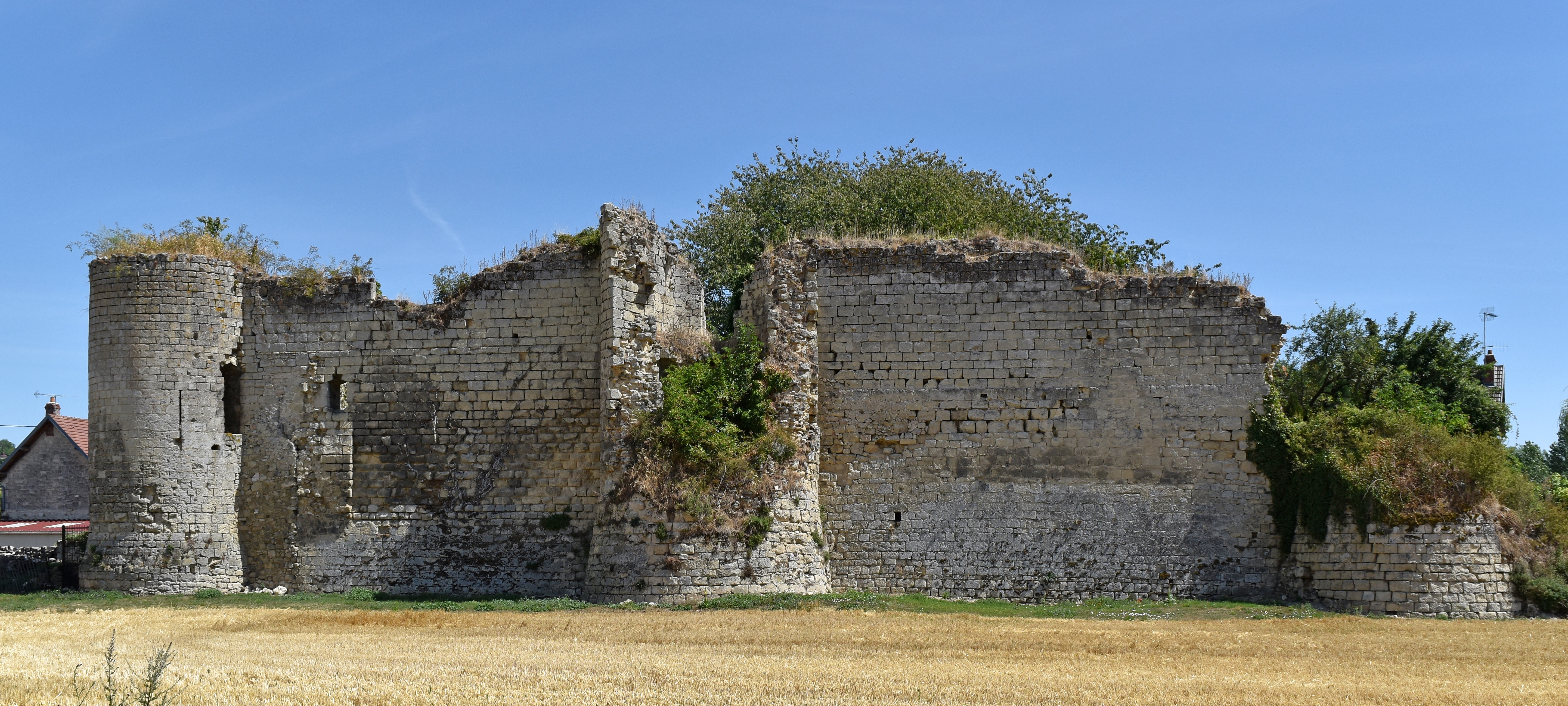
Vue d'ensemble,
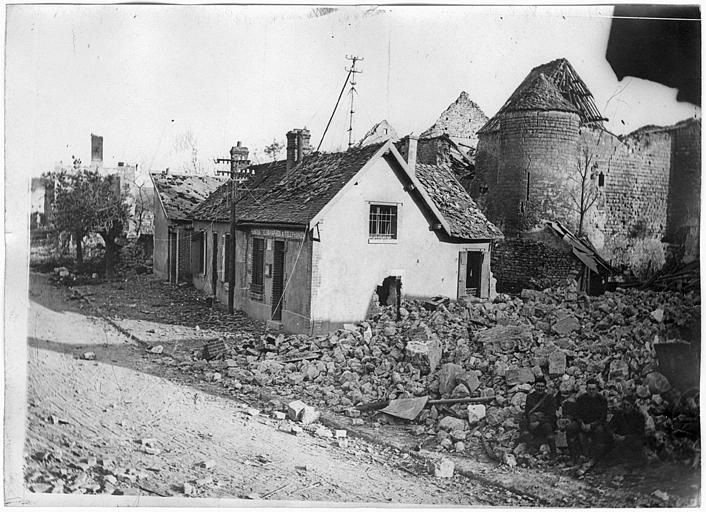
Pendant la Grande Guerre, la poste au premier plan (médiathèque de l'architecture et du patrimoine).
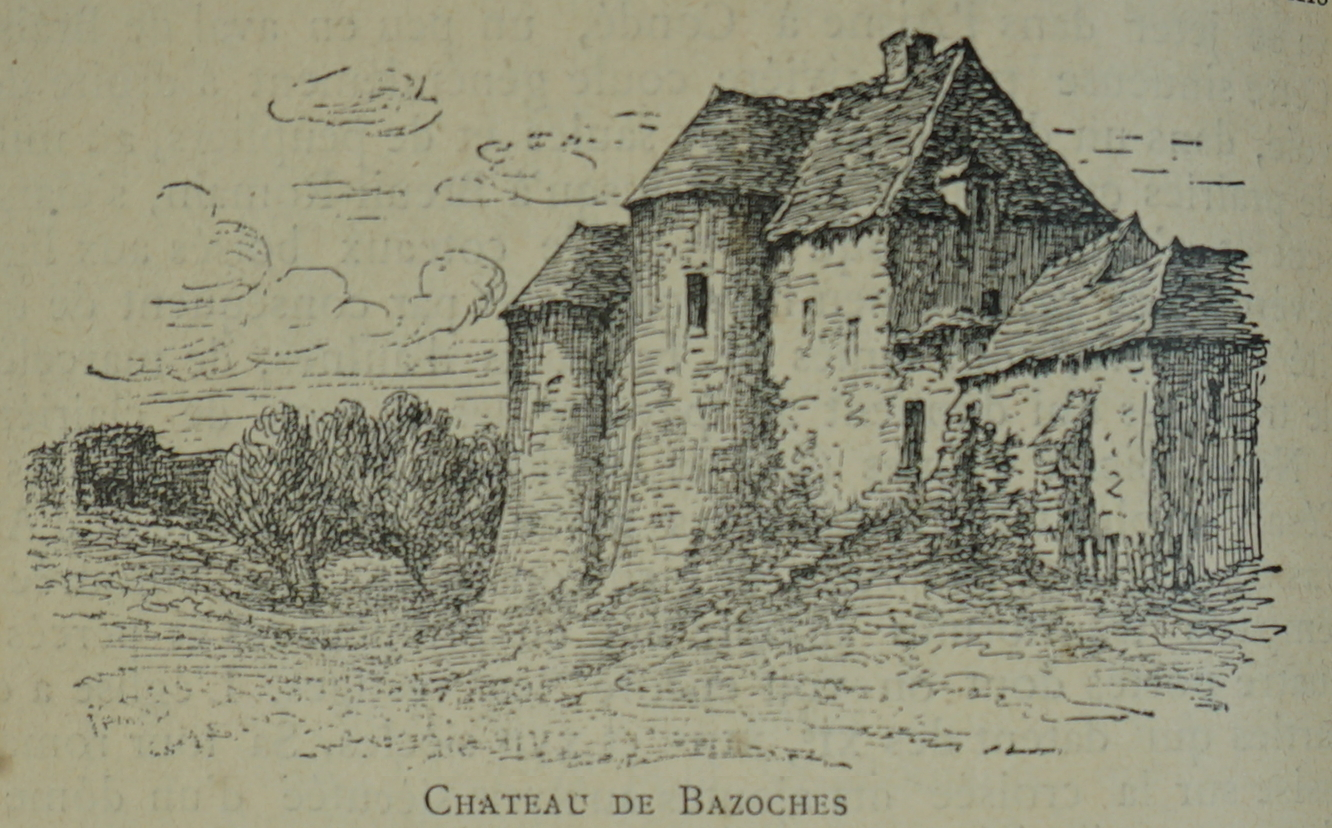
Dessin de l'aspect ancien.